# Jan Hudec
Jan Hudec (Šumperk, 19 agosto 1981) è un ex sciatore alpino ceco naturalizzato canadese, specializzato nelle discipline veloci.
Per la maggior parte della sua carriera ha gareggiato per la nazionale canadese, per passare poi a quella ceca dalla stagione 2016-2017.

## Biografia
Nato da genitori cechi, Hudec si è trasferito con la famiglia in Germania all'età di un anno. Dopo quattro anni e mezzo passati nel Paese europeo, si è trasferito in Canada, a Calgary.

### Stagioni 1997-2009
Attivo in gare FIS dal novembre del 1996, in Nor-Am Cup Hudec esordito il 24 febbraio 1997 a Banff/Mount Norquay in slalom speciale, senza completare la gara, e ha ottenuto il primo podio il 10 dicembre 2001 a Lake Louise in discesa libera (2º). Ha debuttato in Coppa del Mondo il 2 febbraio 2002 nella discesa libera di Sankt Moritz (49º) e il 20 febbraio successivo ha ottenuto a Le Massif in discesa libera la sua prima vittoria in Nor-Am Cup. Ha esordito ai Campionati mondiali a Sankt Moritz 2003, dove si è piazzato 7º nel supergigante.
Nonostante avesse ottenuto, fino al febbraio 2007, solo alcuni piazzamenti nei primi quindici in Coppa del Mondo, l'11 febbraio 2007 è riuscito a conquistare la medaglia d'argento nella discesa libera ai Mondiali di Åre, nella gara vinta da Aksel Lund Svindal, e si è piazzato al 7º posto nel supergigante. Il 24 novembre dello stesso anno ha ottenuto anche la  prima vittoria, nonché primo podio, in Coppa del Mondo, nella discesa libera di Lake Louise; ai successivi Mondiali di Val-d'Isère 2009 non ha completato la discesa libera.

### Stagioni 2010-2016
Ai XXI Giochi olimpici invernali di Vancouver 2010, sua prima presenza olimpica, si è classificato 25º nella discesa libera e 23º nel supergigante; il 14 marzo dello stesso anno ha ottenuto a Burke in supergigante la sua ultima vittoria in Nor-Am Cup. L'anno dopo ha preso parte ai Mondiali di Garmisch-Partenkirchen 2011, dove si è piazzato 25º nella discesa libera e non ha completato il supergigante, e il 20 marzo ha ottenuto a Whistler in supergigante il suo ultimo podio in Nor-Am Cup (3º).
Il 4 febbraio 2012 ha ottenuto a Chamonix in discesa libera la sua seconda e ultima vittoria in Coppa del Mondo e ai successivi Mondiali di Schladming 2013 si è piazzato 9º nella discesa libera e 12º nel supergigante. Il 20 dicembre 2013 ha conquistato in Val Gardena in supergigante il suo ultimo podio in Coppa del Mondo (2º) e il 16 febbraio 2014 ha vinto, a pari merito con Bode Miller, la medaglia di bronzo nel supergigante ai XXII Giochi olimpici invernali di Soči 2014, nella gara vinta dal norvegese Kjetil Jansrud; si è inoltre classificato 21º nella discesa libera.

### Stagioni 2017-2018
Dalla stagione 2016-2017, dopo un anno di inattività, ha gareggiato per la nazionale ceca; ai Mondiali di Sankt Moritz 2017, suo congedo iridato, si è classificato 39º nella discesa libera e 32º nel supergigante.
Ha disputato la sua ultima gara in Coppa del Mondo il 19 gennaio 2018, il supergigante di Kitzbühel che ha chiuso al 54º posto, e ai successivi XXIII Giochi olimpici invernali di Pyeongchang 2018, sua ultima presenza olimpica, si è classificato 45º nella discesa libera e non ha completato il supergigante. Si è ritirato al termine di quella stessa stagione 2017-2018 e la sua ultima gara è stata lo slalom speciale dei Campionati cechi 2018, il 25 marzo a Špindlerův Mlýn, non completato da Hudec.

## Palmarès

### Olimpiadi
- 1 medaglia:
  - 1 bronzo (supergigante a Soči 2014)

### Mondiali
- 1 argento (discesa libera a Åre 2007)

### Coppa del Mondo
- Miglior piazzamento in classifica generale: 16º nel 2012
- 5 podi:
  - 2 vittorie
  - 2 secondi posti
  - 1 terzo posto

#### Coppa del Mondo - vittorie
| Data             | Località    | Paese   | Specialità |
| ---------------- | ----------- | ------- | ---------- |
| 24 novembre 2007 | Lake Louise | Canada  | DH         |
| 4 febbraio 2012  | Chamonix    | Francia | DH         |

Legenda:

DH = discesa libera

### Coppa Europa
- Miglior piazzamento in classifica generale: 79º nel 2003

### Nor-Am Cup
- Miglior piazzamento in classifica generale: 4º nel 2002
- Vincitore della classifica di discesa libera nel 2002
- 13 podi:
  - 3 vittorie
  - 5 secondi posti
  - 5 terzi posti

#### Nor-Am Cup - vittorie
| Data             | Località     | Paese       | Specialità |
| ---------------- | ------------ | ----------- | ---------- |
| 20 febbraio 2002 | Le Massif    | Canada      | DH         |
| 15 febbraio 2006 | Big Mountain | Stati Uniti | SG         |
| 14 marzo 2010    | Burke        | Stati Uniti | SG         |

Legenda:

DH = discesa libera

SG = supergigante

### Campionati canadesi
- 5 medaglie[2]:
  - 1 oro (slalom gigante nel 2011)
  - 1 argento (supergigante nel 2010)
  - 3 bronzi (discesa libera nel 2006; discesa libera, supergigante nel 2011)

### Campionati cechi
- 1 medaglia[2]:
  - 1 argento (discesa libera nel 2018)